# معماری ژاپنی

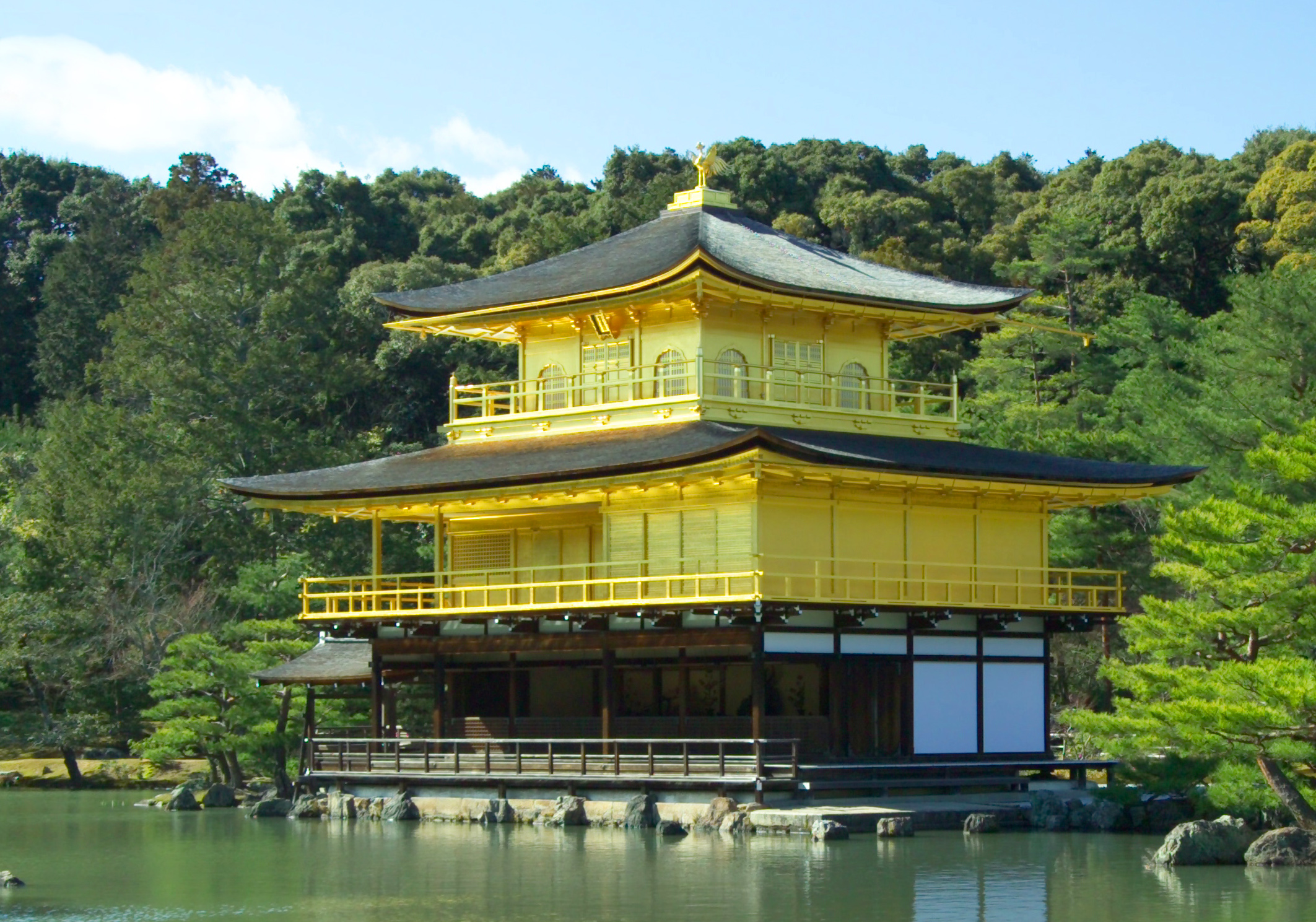
کینکاکو-جی، کیوتو، ۱۳۹۷، دوره موروماچی

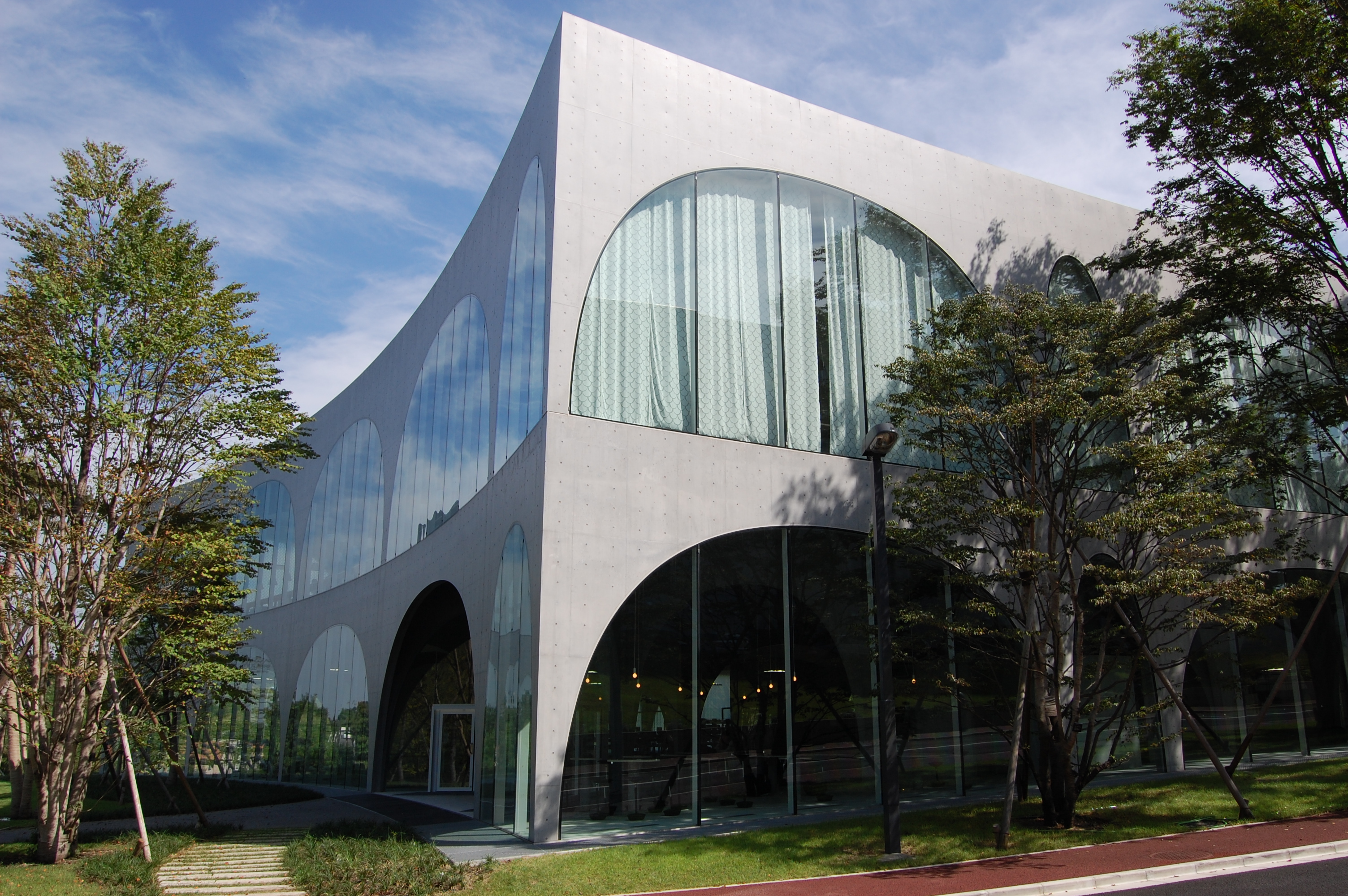
کتابخانهٔ دانشگاه هنر تاما، توکیو، ۲۰۰۷

معماری ژاپنی (به ژاپنی: (日本建築 (Nihon kenchiku) را به شکل عرفی با ساختمان‌های چوبی، با ارتفاع کم و سقف‌های سفالی یا  کاهگلی می‌شناسند. در این ساختمان‌ها درهای کشویی (فوسوما) به جای دیوار به کار برده می‌شوند و به این ترتیب این امکان را به دست می‌دهند که پیکربندی فضاهای داخلی را، بسته به موقعیت، بتوان تغییر داد. آدم‌ها در شکل سنتی معماری ژاپنی معمولاً روی کوسن یا روی زمین می‌نشستند. صندلی‌ها و میزهای بلند تا سده نوزدهم میلادی چندان مورد استفاده نبود. اگرچه از سده نوزدهم به بعد ژاپن بسیاری از نشانه‌های معماری غربی، مدرن و پست مدرن را در طرح‌های سنتی ژاپنی ادغام کرده و امروز در تکنولوژی و طراحی معماری پیشرو است.

## تاریخچه
قدیمی‌ترین آثار معماری ژاپن، که به دوران پیشاتاریخ بازمی‌گردد، خانه‌های سادهٔ گودال شکل و انبارهایی بود، منطبق با شیوهٔ زندگی مردمی شکارچی-گردآورنده.  بعدتر، تحت تأثیر معماری در سلسله هان چین که از طریق کره به ژاپن رسیده بود، انبارهای غلات و اتاق‌های مخصوص تشریفات دفن مردگان طراحی پیچیده‌تری یافتند.
با ورود بودیسم به ژاپن در سده ششم میلادی ساخت معابدی در ابعاد بزرگ و با تکنیک‌های پیچیده در به کار بردن چوب رونق گرفت. تحت تأثیر دودمان تانگ و سوئیِ چین اولین پایتخت دائمی ژاپن در نارا بنا شد. خیابان‌های شطرنجی نارا بر اساس الگوی پایتخت باستانی چین (شانگ-آن) طراحی شده‌است. به تدریج ابعاد ساختمان‌ها افزایش یافت و به تبع آن واحدهای استاندارد اندازه‌گیری پیدا شد و  اصلاحاتی در طرح‌بندی کلی ساختمان‌ها و طراحی باغ‌ها به وجود آمد. با رواج مراسم چای سادگی و طراحی بی‌پیرایه، در تقابل با معماری افراطی اشرافی، اهمیت بیشتری یافت.
طی دوران اصلاحات میجی در ۱۸۶۸، دو رخداد مهم تاریخ معماری ژاپن را دگرگون کرد. اولین رخداد جداسازی قانونی کامی و بودا از یکدیگر در سال ۱۸۶۸ بود که به‌طور رسمی بودیسم و شینتو را از هم و معابد بودایی را از  معابد شینتو مجزا کرد. شکستن ارتباط این دو که بیش از هزار سال با هم پیوند داشتند، مستقیم و غیر مستقیم آسیب‌های فراوانی به معماری ژاپن وارد کرد.

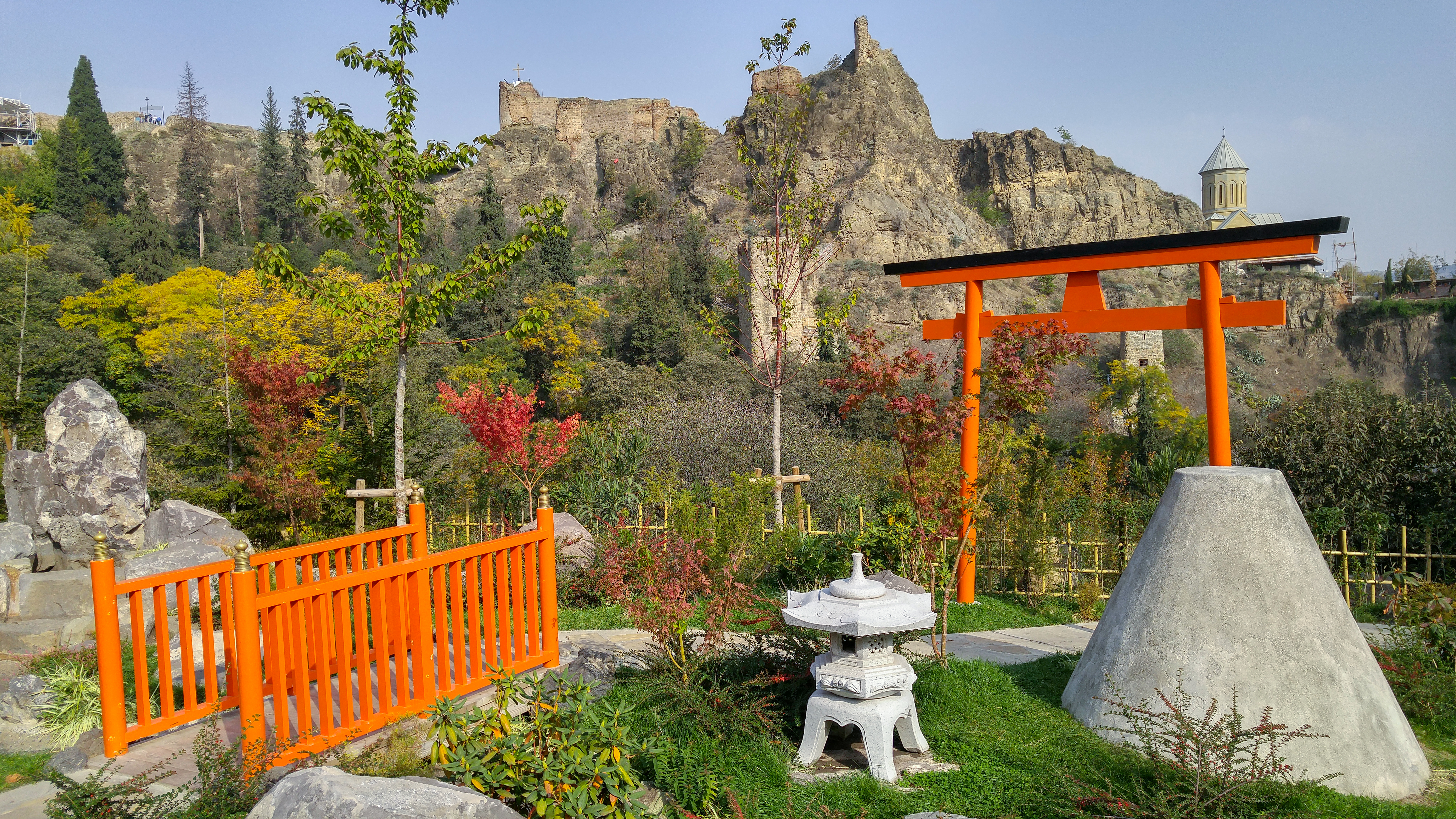
معماری باغ گلهای ژاپنی در مجموعه بزرگ باغ بوتانیکال شهر تفلیس

دومین رخداد این بود که ژاپن  برای رقابت با سایر کشورهای توسعه‌یافته، به غرب‌گرایی افراطی رو آورد. در نتیجهٔ این رخداد معماران خارجی و سبک‌های خارجی به ژاپن وارد شدند، اما به تدریج ژاپن معماران وطنی را تعلیم داد و سبک ویژهٔ خود را به وجود آورد. معمارانی که از تحصیل در کنار معماران غربی بازمی‌گشتند  سبک بین‌المللی مدرنیسم را به ژاپن وارد کردند. با این حال، تنها پس از پایان جنگ جهانی دوم بود که معماران ژاپنی توانستند در صحنهٔ معماری بین‌المللی تأثیرگذار باشند، ابتدا با آثار معمارانی چون کنزو تانگه و بعدتر با جنبش‌های تئوریکی مانند متابولیسم.

## معماری ما قبل تاریخ ژاپن
معماری ما قبل تاریخ کشور ژاپن از ۵۰۰۰ سال پیش از میلاد مسیح آغاز شد و تا اوایل سده هشتم میلادی ادامه داشت و به سه دوره ی Jomon, Yayoi, Kofun تقسیم می‌شود. در دوره ی Jomon شاهد نخستین نشانه‌های معماری در ژاپن هستیم. در این باره  می‌توان به گودال خانه‌هایی اشاره کرد که محل سکونت بشر شکارچی بوده‌اند. در دو کشور چین و کره نیز چنین گودال خانه‌هایی مشاهده شده‌اند. بشر ما قبل تاریخ شکارچی بود و مهارت‌های کشاورزی اندکی داشت . در این زمان شرایط آب و هوایی تأثیر بسیاری بر رفتار انسان‌ها داشت. بشر اولیه سقف خانه ی خود را با علف می پوشاند و برای جمع‌آوری آب باران کوزه‌هایی را بر روی آن قرار می داد. کف خانه نیز همان کف زمین بود. در اواخر این دوره به دلیل سرد شدن ناگهانی هوا و افزایش بارندگی جمعیت انسان‌ها به شدت کاهش یافت. در این زمان بود که خانه‌های گرد سنگی ساخته شدند. دوره ی Jomon تا سال سیصدم پیش از میلاد ادامه داشت. 
دوره Yayoi به عصر آهن ژاپن گفته می‌شود و از ۳۰۰ سال پیش از میلاد مسیح آغاز و تا سال ۳۰۰ میلادی ادامه داشت. در این دوره بود که ژاپنی‌ها تحت تأثیر معماری چین با استفاده از ابزارهای فلزی توانستند کف ساختمان خود را از زمین جدا کنند و بالا ببرند.
دوره ی Kofun زمانی است که ساخت استوپا در کشور ژاپن رواج پیدا کرد. استوپا بنایی شبیه به تپه است که از مصالح گل و سنگ ساخته می شده تا پوششی بر آثار مقدس بودا باشد. ساخت معابد بودایی نیز در این دوره رواج داشت. معابدی شبیه به سوراخ قفل در این دوره ساخته می شد. در ساخت این معابد اغلب از توپوگرافی طبیعی زمین بهره گرفته می شد و حجم معابد، حجمی منفی و توپر است  به این صورت که حجمی به شکل سوراخ قفل بر روی زمین حکاکی می شد. همانطور که گفته شد این معابد مانند زیگورات‌ها توپر هستند با این تفاوت که داخل آن‌ها به اندازه ی یک قبر کنده شده‌است و دسترسی به این قبر از طریق شفتی عمودی میسر است. این معابد را به کمک سفال تزیین می‌کردند. در پایان دوره ی Kofun به دلیل محبوبیت یافتن سوزاندن اجساد توسط بودایی ها، دیگر چنین مقابری ساخته نشد.

## نگارخانه

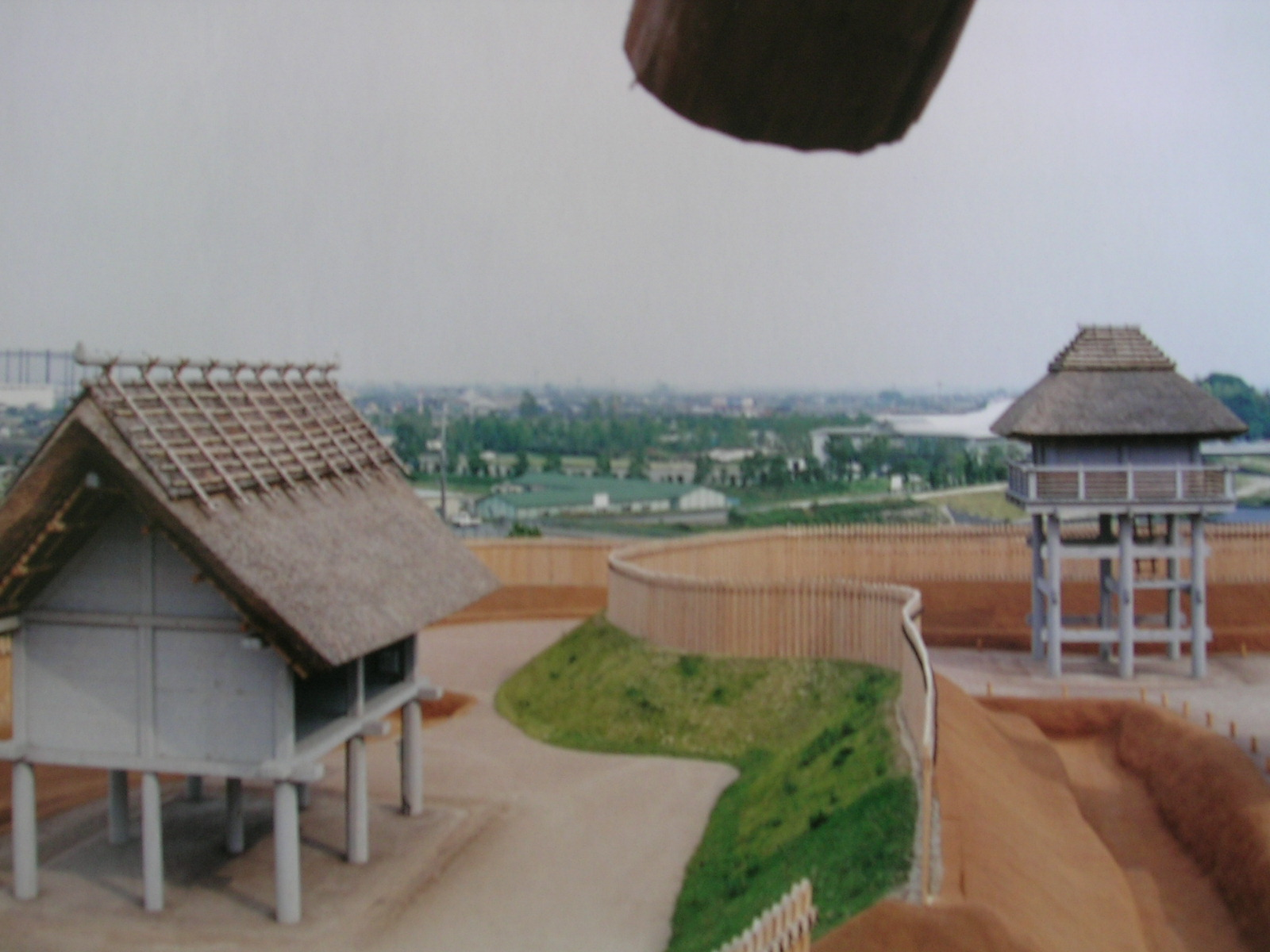
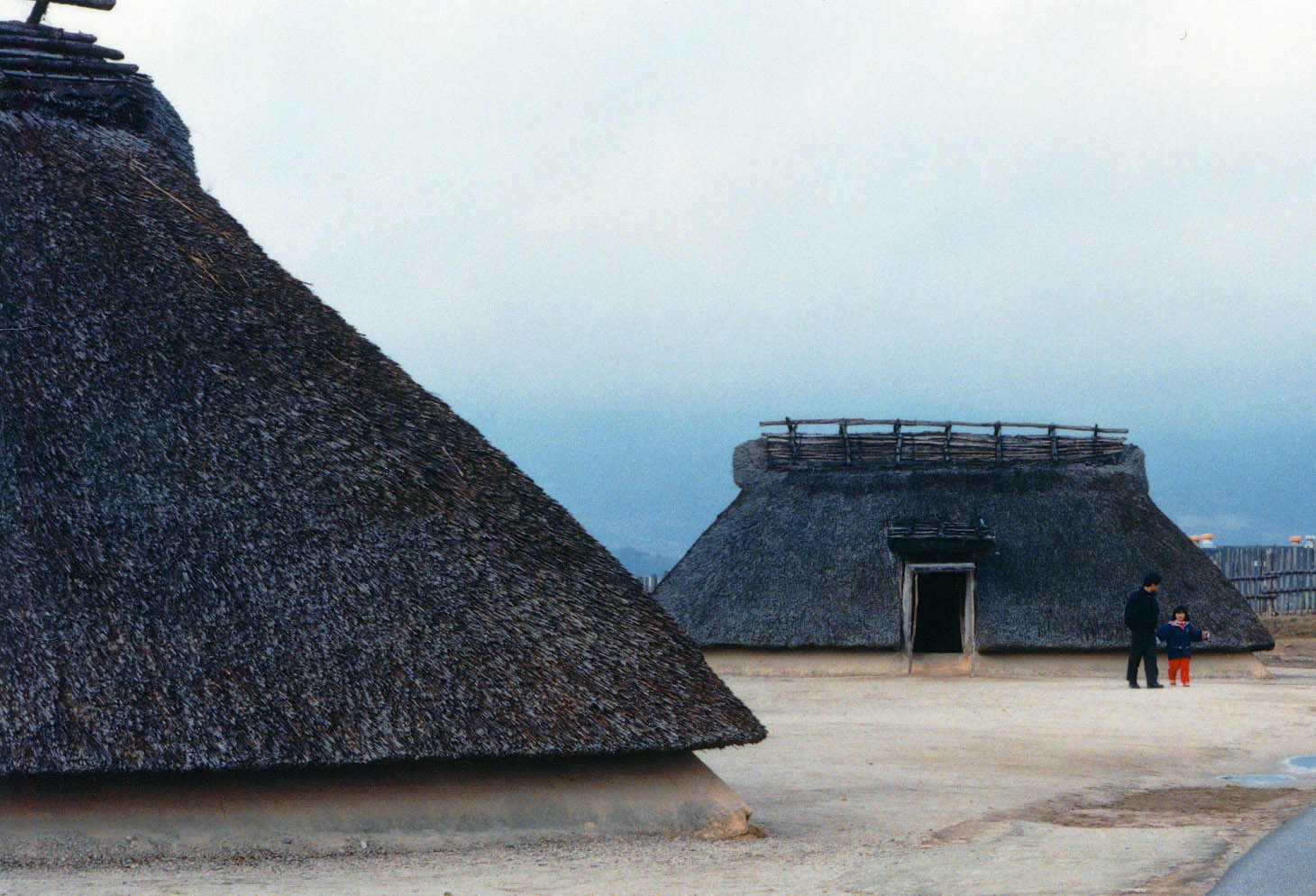
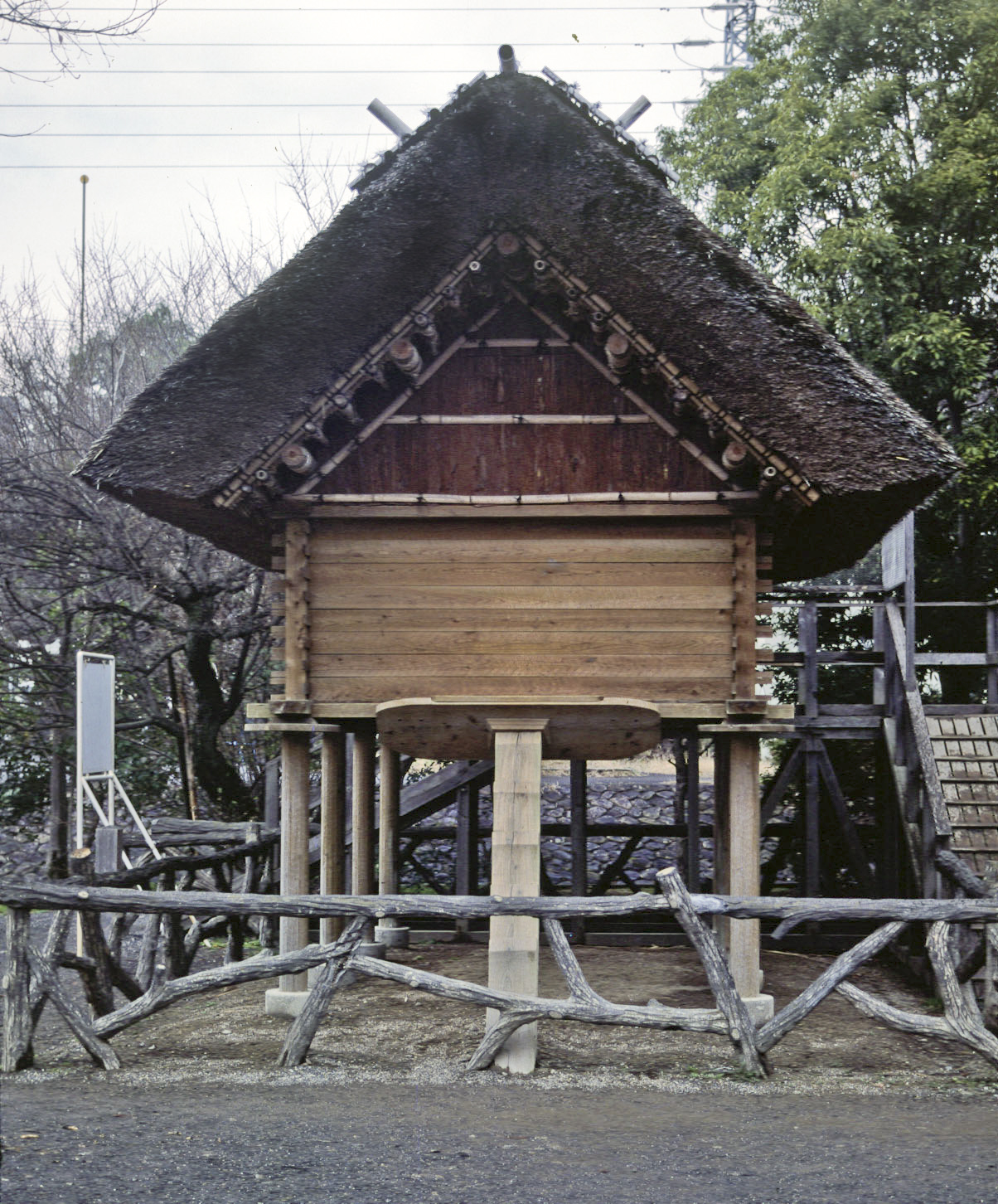
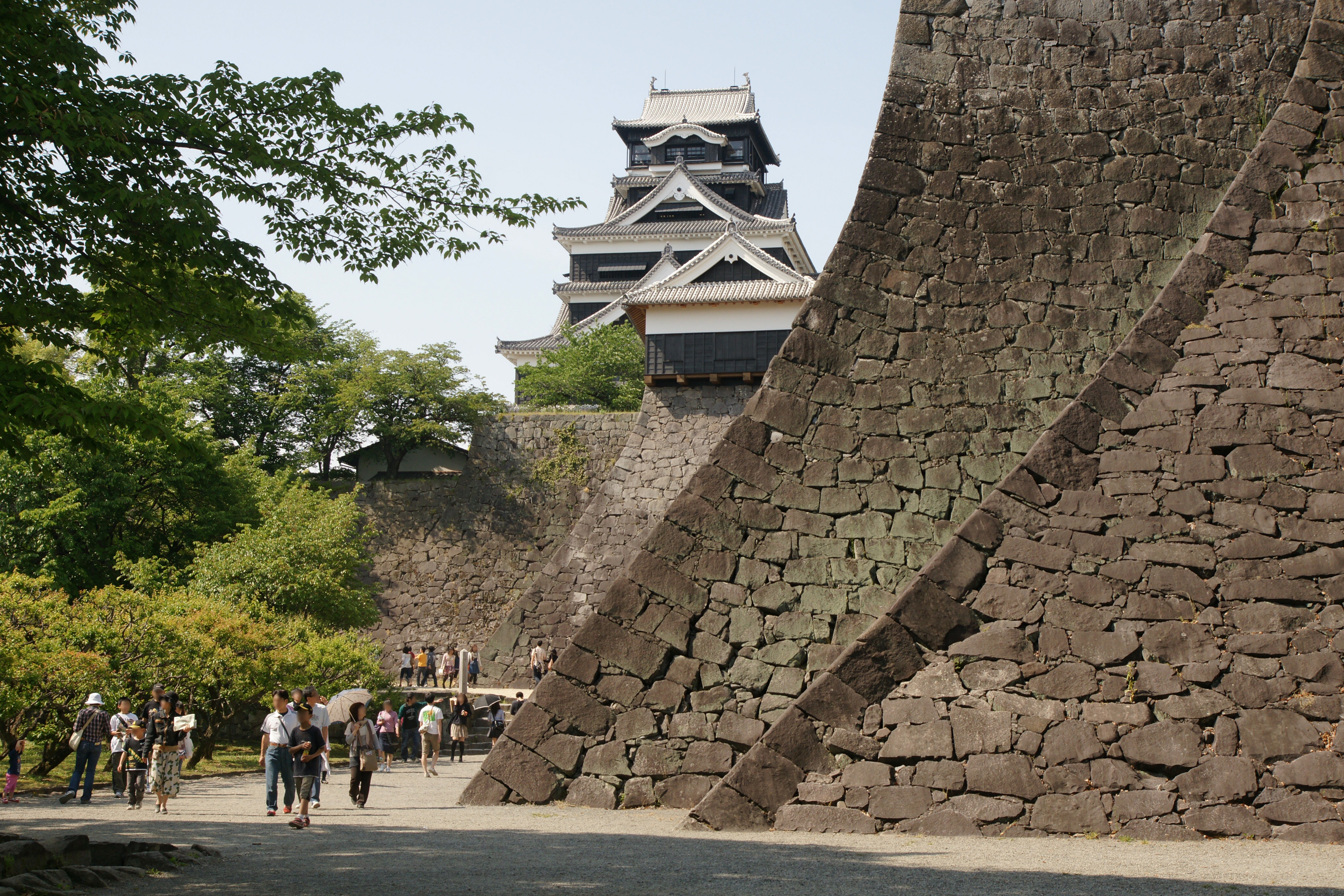
یک قلعه ژاپنی در شهر کوماموتو
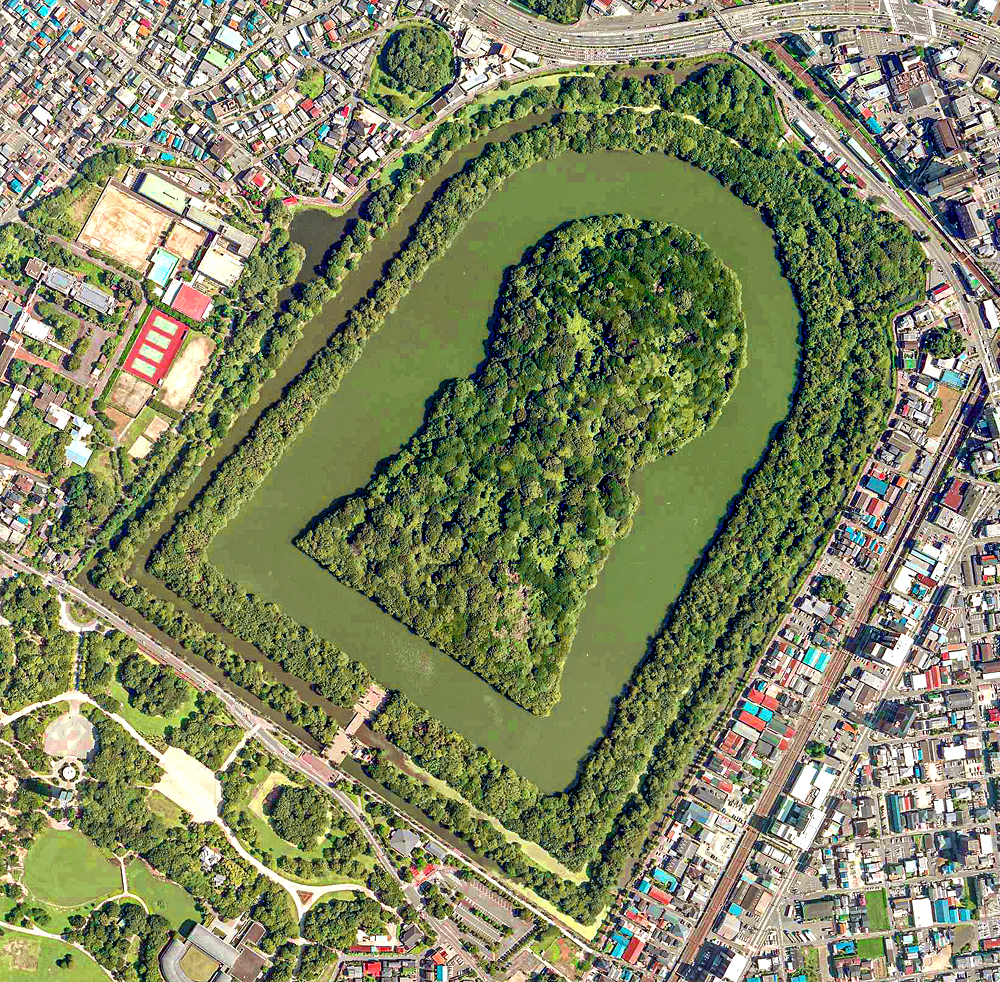
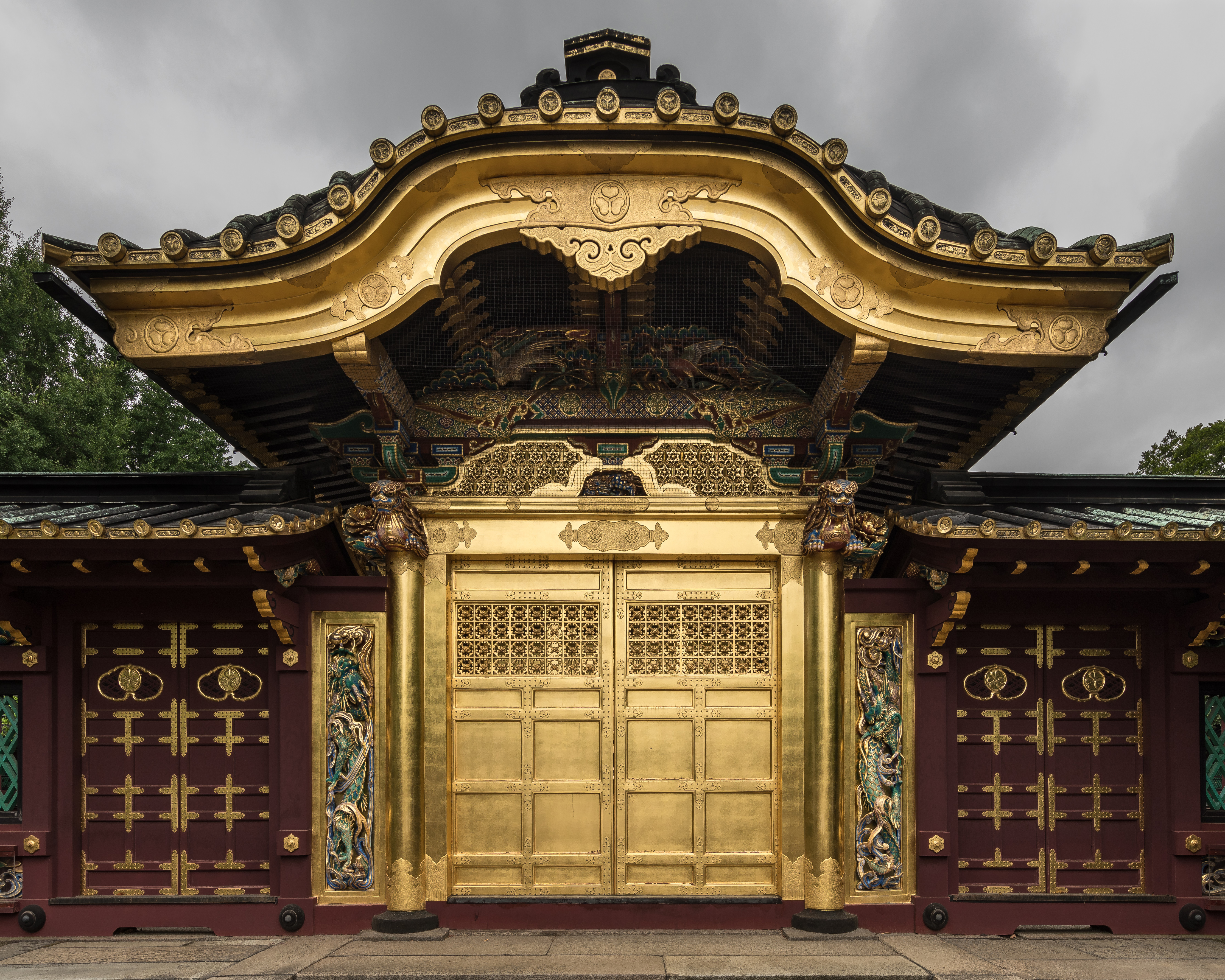
دروازه طلایی معبد اوئنو توشو نمونه‌ای از هنر معماری و تزئینی دوره ادو است